# Пулмен (рабочий посёлок)
Пу́лмен (англ. Pullman, в русском языке также Пульман) — бывший рабочий посёлок вагоностроительной компании «Пульман», построенный в 1880-е годы к югу от Чикаго. Крупнейший рабочий посёлок своего времени в США был задуман как самодостаточный закрытый городок с первоклассными коммунальными услугами и высоким качеством жизни. Помимо собственно завода «Пульман» и его заводов-спутников, посёлок включал более 1800 жилых квартир в малоэтажных домах, общественно-торговый центр, школу, собственное энергохозяйство, водоснабжение, канализацию и трамвайную сеть. Джордж Пульман рассчитывал, что образцовые условия жизни помогут компании привлекать и удерживать лучшие рабочие кадры и при этом извлекать прибыль из арендных поступлений. На практике его патерналистский подход оказался несостоятельным. Кровопролитная пульмановская стачка 1894 года разрушила социальное устройство посёлка. После подавления беспорядков в крупных городах власти обвинили Джорджа Пульмана в создании предпосылок к конфликту. По решению суда компания была вынуждена передать городу Чикаго или продать все непрофильные активы. В 1907 году неудавшийся социальный эксперимент был навсегда свёрнут, а бывший образцовый посёлок стал обычным заводским предместьем.
В межвоенный период Пулмен пришёл в упадок. Современный Пулмен — один из 77 районов Чикаго, памятное историческое место США с 1969 года и национальный монумент США с 2015 года. В районе сохранились историческая жилая застройка к югу от завода, с рыночной площадью, церковью, пожарной частью и отелем «Флоренс», и частично — здание заводоуправления и сборочных цехов завода.

## Основатель
Джордж Мортимер Пульман занялся железнодорожным бизнесом в середине 1850-х годов. Во время Гражданской войны он разработал революционную конструкцию спального вагона. Пульмановский вагон превосходил по уровню комфорта все существовавшие образцы, но стоил в четыре раза дороже, а главное — не вписывался в тогдашние габариты американских железных дорог. В первое послевоенное десятилетия железные дороги поэтапно расширили габариты приближения станций и мостов, что позволило Пульману начать серийное производство, расширить номенклатуру вагонов и установить монополию на их производство и эксплуатацию. Компания не продавала фирменные спальные вагоны железным дорогам, а сама эксплуатировала их. Современники были уверены, что бизнес-модель Пульмана провалится, но ему удалось, казалось бы, невозможное. В рекордный 1893 год выручка достигла 11,4 млн долларов в год (из них 9,2 млн — доходы от эксплуатации пассажирских вагонов), а стоимость активов — 62 млн долларов. В компании трудилось 14,5 тысяч человек; маршруты, обслуживаемые её вагонами, охватывали три четверти магистральных железных дорог США.
Джордж Пульман и его партнёры по совету директоров управляли компанией консервативно и благоразумно. Благодаря монопольному положению «Пульман» имела стабильно высокую прибыль и стабильно большую «подушку безопасности» из наличности и ликвидных активов (25 млн долларов в 1893 году). Компания не привлекала крупные займы и не занималась махинациями с собственными акциями. Политики обвиняли «Пульман» в завышении цен на билеты, но не могли повлиять на них в рамках закона. Компания не подчинялась федеральному транспортному агентству, так как юридически не считалась перевозчиком: она лишь предоставляла клиентам места в вагонах, а перевозкой этих вагонов занимались железные дороги.
Личность Джорджа Пульмана не имеет однозначной оценки. Он был волевым, жёстким руководителем, отличавшимся феноменальной памятью и склонным к парадоксальным решениям. Он лично управлял всеми службами большой корпорации и при этом охотно делегировал полномочия узкому кругу доверенных лиц. Современники, не входившие в этот круг, считали Пульмана вспыльчивым, агрессивным и не склонным к компромиссам ни с клиентами компании, ни с её коллективом. Пульман не был филантропом и не стремился казаться таковым. Он сторонился светской жизни и при этом был тщеславным в мелочах. Материальным воплощением его тщеславия, по мнению Джейн Аддамс, и стал посёлок в пригороде Чикаго.

## Замысел
В 1870-е годы основное производство «Пульман» базировалось в Детройте. Компания нуждалась в расширении и модернизации производства и приняла решение строить новый завод на новой площадке. Не сумев договориться с землевладельцами Сент-Луиса, Пульман обратил внимание на пригороды Чикаго, где уже владел участками близ озера Кальюмет. В январе — апреле 1880 года компания негласно приобрела более 4 тысяч акров (1,6 км²) невозделанной, частично заболоченной прерии к югу от Чикаго, в черте поселения Гайд-Парк. Земля обошлась в 800 тысяч долларов; примерно четверть её, наиболее удалённая от Чикаго, предназначалась для строительства завода и посёлка, остальное — для спекулятивной перепродажи.
К западу от участка проходили магистральные железные дороги в Чикаго, к востоку располагалось мелководное озеро Кальюмет, сообщающееся с озером Мичиган. Джордж Пульман придавал водному транспорту преувеличенное значение, и возможность соединить завод и озеро Мичиган судоходным каналом стала решающим фактором при выборе участка. На практике прокладка канала оказалась нецелесообразно дорогой, и от неё пришлось отказаться.
Замысел посёлка был предопределён патерналистскими взглядами Джорджа Пульмана на трудовые отношения. Источники и развитие этих взглядов достоверно не известны; вероятно, свои роли сыграли опыт образцового английского посёлка Солтейр (что сам Пульман публично отрицал) и роман Чарльза Рида «Поставь себя на его место». Пульман не допускал на заводы профсоюзы; он полагал, что конфликты между капиталистами и рабочими одинаково вредны для всех сторон. Одной из причин конфликтов были жилищные условия, которые, по мнению Пульмана, можно и нужно было улучшать. Он считал, что благоустроенные посёлки и комфортные квартиры сами по себе успокоят протестные настроения и гарантируют благополучие бизнеса на много лет вперёд; они привлекут в компанию лучших рабочих, уменьшат текучесть кадров и вероятность трудовых споров. Пульман не приветствовал урбанизацию: его идеалом было компактное, обособленное поселение вдали от большого города, воспроизводящее в современных условиях уклад жизни фабричных городков Новой Англии и ограждающее рабочих от порочных влияний. Рабочее жильё должно было быть не только качественным и безопасным, но и внешне привлекательным: для Пульмана красота сама по себе была деловым активом, косвенно увеличивающим прибыль компании. Кроме того, служебное жильё в заводском посёлке могло и должно было стать стабильным источником прямых арендных доходов с рентабельностью не менее 6 % в год. Как говорил Пульман, «наш бизнес-план — сама простота. Мы — арендодатели и работодатели [одновременно]. Вот и всё».
По мнению Стенли Будера, прямолинейные утверждения такого рода были адресованы не столько внешней публике, сколько акционерам и директорам компании. Пульман затеял рискованное предприятие и пытался всячески принизить степень риска в их глазах в то время, как финансисты Уолл-стрит открыто высмеивали его планы. Совет директоров компании поначалу отказывался утверждать предложенный план: часть директоров предлагала заселять рабочих в примитивные, дешёвые бараки. Пульман добился принятия нужного ему решения и лично возглавил проект.

## Строительство

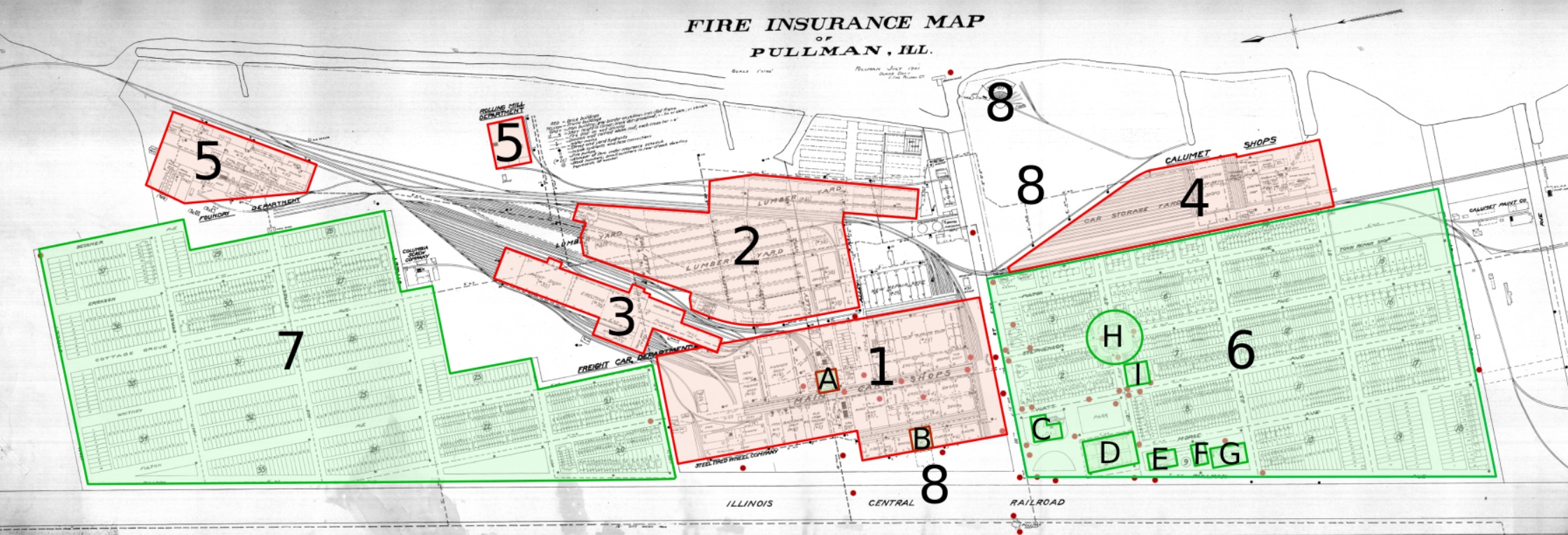
Фактически построенный посёлок, план 1901 года. Выделенные области соответствуют границам современной охранной зоны исторического района, от 103-й улицы на севере (слева) до 115-й улицы на юге (справа)
1. Основное производство пассажирских вагонов. 2. Лесозаготовительные площадки и склады. 3. Производство товарных вагонов. 4. Сборочный цех и вагонный парк. 5. Обособленные литейные и прокатные цеха. 6. Южная жилая зона с общественным центром. 7. Северная жилая зона. 8. Утраченные к 1901 году парки.
A. Водонапорная башня. B. Башня заводоуправления. С. Отель «Флоренс». D. «Аркада». E. Пожарная часть. F. «Казино». G. Школа. H. Рыночная площадь. I. Церковь

Ещё до скупки земель, в январе 1880 года, Пульман назначил главным архитектором посёлка двадцатисемилетнего Солона Бемана (1853—1914). Несмотря на возраст, Беман уже имел за спиной одиннадцать лет работы в мастерских Ричарда Апджона и три года собственной архитектурной практики. Ему довелось работать с личным ландшафтным архитектором Пульмана Натаном Барреттом (1845—1919), который и познакомил Бемана с шефом. В ноябре 1879 года Беман, до того ни разу не соприкасавшийся с промышленной архитектурой, по личной инициативе съездил в Детройт и Нью-Йорк, посетил там новейшие заводы и железнодорожные депо и составил альбом эскизных предложений для Пульмана. Тот оценил работы и энергию Бемана и поручил ему архитектурное проектирование и строительство завода и посёлка, а Барретту — проработку генерального плана и ландшафтное проектирование.
В апреле 1880 года строители уложили на площадке дренаж и выполнили подсыпку грунта; в мае начались прокладка подземных коммуникаций и возведение заводских цехов. Для экономии средств компания не стала привлекать сторонних подрядчиков, а сама управляла строительством, нанимала рабочих и специалистов, производила кирпич и столярные изделия. Сезонный кирпичный завод компании работал только летом; на нём трудились низкооплачиваемые франкоканадцы, на зиму уходившие  для пульмановских вагонов-ресторанов и ледников. Именно благодаря низкой стоимости собственного производства Беман смог отказаться от традиционных для США каркасных домов в пользу долговечного и негорючего кирпича.
В октябре 1880 года были возведены первые цеха завода, и началось строительство жилых домов в южной жилой зоне. В это время в Пулмене работали до двух тысяч человек, преимущественно неквалифицированные ирландцы из Чикаго. Наступление зимних холодов лишь немного замедлило темп работы: уже в январе 1881 года был завершён и заселён первый жилой дом, в апреле 1881 года компания ввела в эксплуатацию основное производство завода, осенью 1882 года началось строительство северной жилой зоны. Строительство завода и южной жилой зоны с общественным центром было в целом завершено в 1884 году; стоимость работ составила 8 миллионов долларов. Застройка северной жилой зоны продолжалась до 1891 года. Джордж Пульман дал работе Бемана и Барретта высшую оценку и до конца своей жизни поручал им работы в собственных усадьбах.

### Инженерные системы

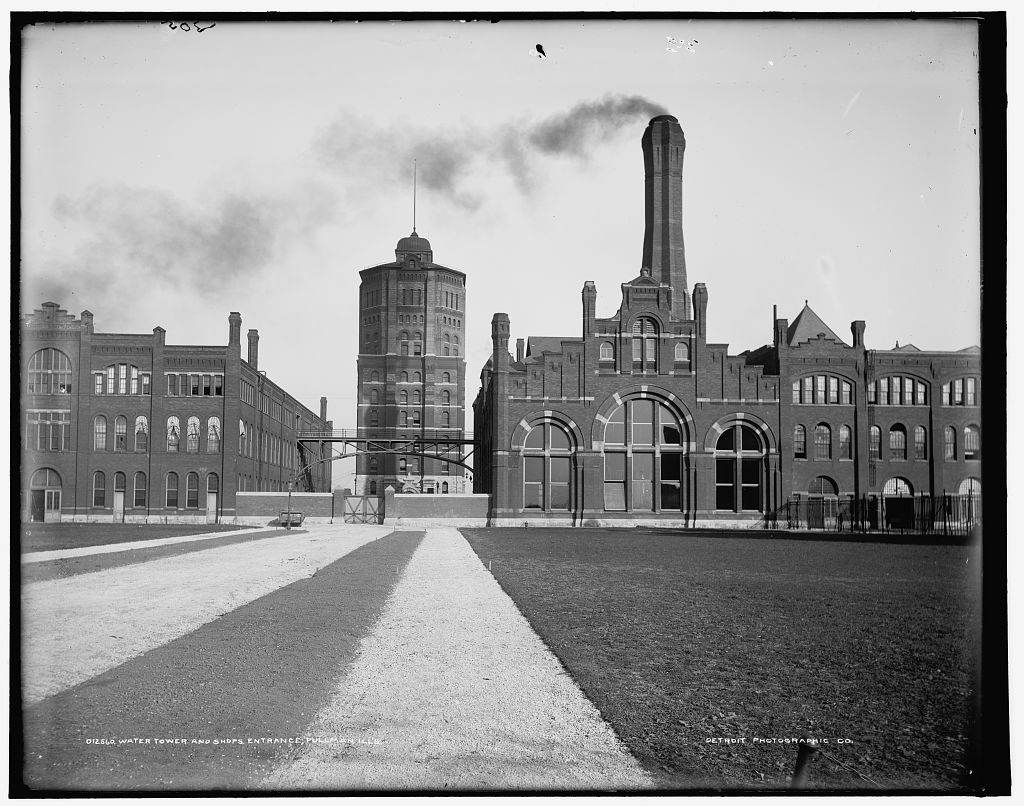
Заводские цеха. Левее центра — водонапорная башня, в подземельях которой располагался резервуар канализации. Справа от центра павильон главной паровой машины

Самыми сложными инженерными проблемами стали водоснабжение и канализация. Вода из озера Кальюмет, поступавшая в посёлок в первые годы его существования, была непригодна даже для стирки. В конце 1882 года организаторы договорились с советом Гайд-Парка и подключились к его водозабору на озере Мичиган. Насосная станция Гайд-Парка обеспечивала нормальные потребности завода и посёлка, а заводская водонапорная башня — аварийный противопожарный резерв.
В подземных этажах водонапорной башни располагался отстойник для сбора сточных вод всего посёлка. Сброс стоков в мелководное озеро Кальюмет не имел смысла, а прокладка коллектора до озера Мичиган обошлась бы слишком дорого. Поэтому Пульман принял решение перекачивать стоки на поля фильтрации при опытной заводской ферме: один акр сельскохозяйственной земли обеспечивал потребности в канализации примерно одной сотни жителей. Ферма, стоившая компании 300 000 долларов, уже в 1882 году стала самоокупаемой, а с 1883 года приносила стабильный доход в 8 % годовых.
Газ, поступавший в осветительные и отопительные сети, первоначально производился на заводе из каменного угля; позже посёлок был подключён к городской газовой сети Чикаго. В конце 1880-х годов в посёлке появилась собственная трамвайная сеть — она служила и средством транспорта, и полигоном для испытания продукции.
Завод и посёлок изначально не были электрифицированы. Станки приводились в движение уникальной паровой машиной Корлисса мощностью 2500 л. с., построенной к Всемирной выставке 1876 года. Гигантскую машину перевезли в разобранном виде на завод и по настоянию Пульмана смонтировали в остеклённом павильоне таким образом, чтобы она была видна из проходящих поездов. Топливом служили отходы столярных цехов — стружка и щепа, поступавшие в котлы по пневматическим трубопроводам. Передача мощности к станкам осуществлялась посредством вала почти километровой длины, уложенного в подземной галерее под цехами. В 1910 году завод был электрифицирован, а паровую машину демонтировали и продали на металлолом.

### Общественные здания

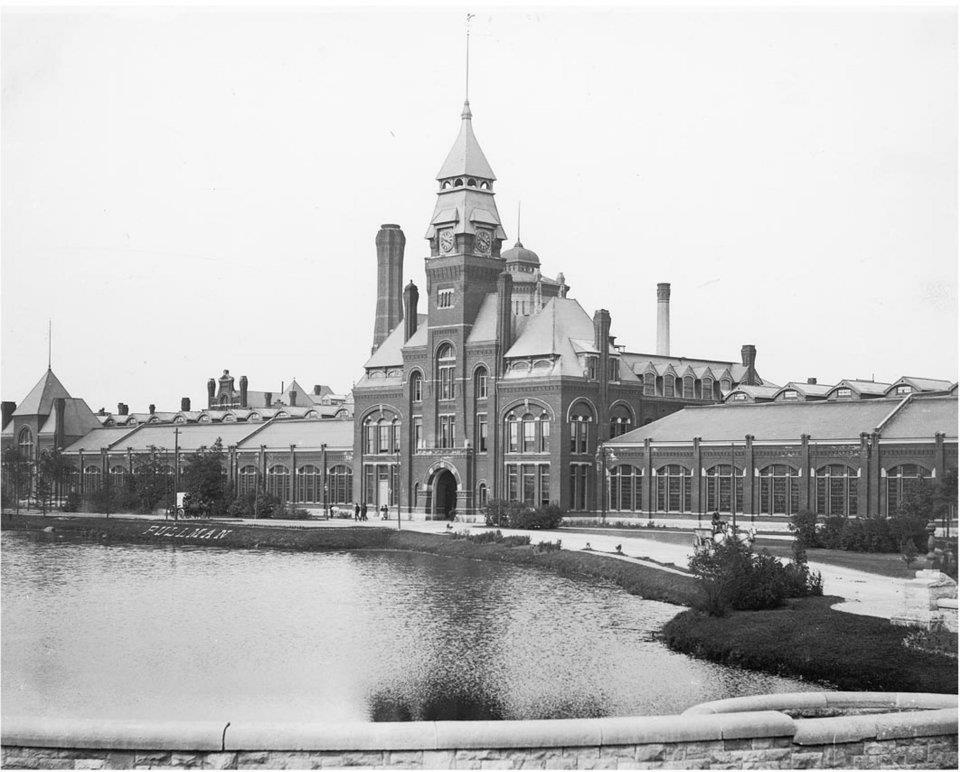
Здание заводоуправления и искусственный пруд

Заводские цеха и общественные здания строились в духе кирпичной викторианской архитектуры. Поворот американской архитектуры к неоклассике и бозару состоялся после чикагской выставки 1893 года, а в 1880 году в США безоговорочно преобладал викторианский историзм.
Центром и наиболее заметным ориентиром посёлка служила башня заводоуправления. Между нею и железной дорогой был устроен парк с искусственным прудом, в который сбрасывали конденсат из паровой машины. После завершения электрификации завода пруд засыпали ради расширения дороги (бывший бульвар Пульмана, современная Коттедж-Гроув-Авеню).
Общественный центр посёлка примыкал к заводу с юга, образуя единый ансамбль с его цехами. Крупнейшей и наиболее затратной постройкой стала «Аркада» (англ. The Arcade) — многофункциональный пассаж под стеклянной кровлей, где размещались театр на тысячу зрителей, библиотека, магазины, банк Пульмана, почтовое отделение и медицинские кабинеты. Образцом планировки здания, предположительно, послужила хорошо знакомая Пульману «аркада Рейнольдса» в Рочестере. Отделкой театра и библиотеки занимались лучшие мастера; газеты утверждали, что интерьер театра Пульмана не уступал нью-йоркским образцам.

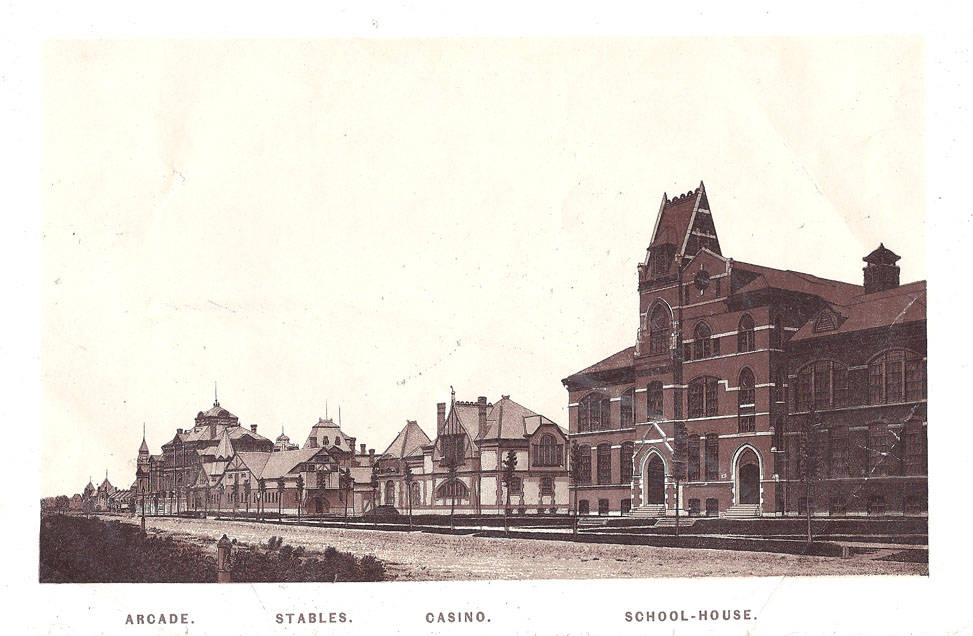
Застройка общественного центра, слева направо: «Аркада», конюшни, «Казино», школа. Рисунок 1893 года

Непосредственно к востоку и северо-востоку от «Аркады» располагались регулярный парк с концертной площадкой и отель «Флоренс», оформленный в «стиле королевы Анны» и названный в честь любимой дочери Джорджа Пульмана. Один из номеров был постоянно зарезервирован за самим Пульманом, который обычно жил в центре Чикаго. К югу от «Аркады», вдоль железной дороги, располагались в ряд здания пожарного депо и заводской конюшни, «Казино» — здание жилищно-эксплуатационных служб с залом для общественных собраний — и трёхэтажная школа на 800 учеников (фактически в 1888 году в ней учились более 1300 детей). Восточнее парка «Аркады» Пульман построил церковь на 600 прихожан — единственное здание посёлка, сложенное не из кирпича, а из серпентинитового камня из Новой Англии.
Газеты превозносили Пулмен как «город-сад», но в действительности площадь его парков составляла всего 12 га (30 акров) — менее 1 % владений компании. Помимо упомянутых парков при заводоуправлении и «Аркаде», каждый из которых занимал по одному кварталу, парки располагались к востоку от посёлка: один на берегу озера Кальюмет, другой на искусственном островке на том же озере. Занятия физкультурой и спортом допускались только в этих окраинных парках.

### Жилая застройка

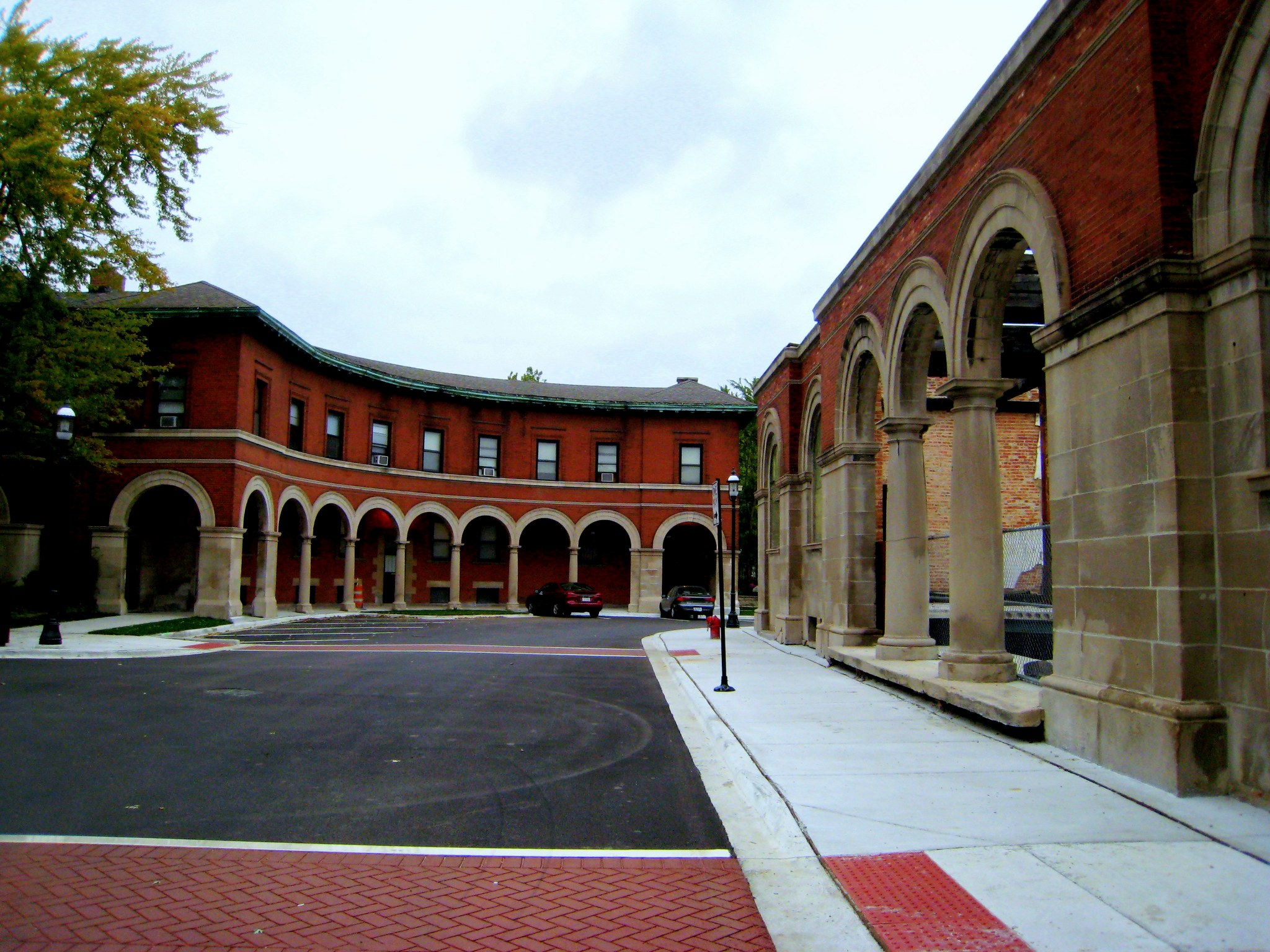
Рыночная площадь с руинами рынка (справа) и зданиями торговых галерей (слева). Фото 2007 года

В первой очереди посёлка, завершённой в 1885 году, было около 1400 жилых квартир; население посёлка составляло 8500 человек, из которых 2700 трудились на заводах компании. В рекордный 1893 год число квартир достигло 1800, а численность населения и заводского персонала — 12 600 и 5500 человек соответственно.
Жилые зоны посёлка были пронизаны регулярной сеткой улиц и застроены типовыми кирпичными домами. Улицы получили имена изобретателей: Бессемера, Морзе, Стефенсона, Уатта, Уитни, Фултона и Эрикcсона, а 111-я улица, отделявшая завод от южной жилой зоны, стала «бульваром Флоренс» в честь дочери Пульмана. Проезжие части были замощены макадамом, все свободные от мощения и застройки земли засеивались плотным газоном. Чтобы разорвать монотонность уличной сетки, Беман и Барретт разместили в трёх кварталах от «Аркады» круглую рыночную площадь. В её центре располагалось квадратное двухэтажное здание рынка: на первом этаже велась торговля мясом и овощами с заводской фермы, а второй был отведён под зал собраний. Первое здание рынка, построенное в 1880 году в викторианском «кирпичном стиле», сгорело в 1892 году. После пожара на том же месте было воздвигнуто второе здание рынка в три этажа, композиционно тяготевшее к классицизму, с проработкой фасадов в «итальянском стиле». Тогда же Беман построил четыре здания торговых галерей по внешней окружности площади.
Типовые таунхаусы
Южная и северная жилые зоны существенно различались в качестве застройки и бытового устройства. Северная зона предназначалась для низкооплачиваемых рабочих вспомогательных производств; здесь строилось качественное, но дешёвое жильё и не было ни одного общественного или торгового здания. Вся торговля была сосредоточена к югу от завода, где строилось жильё трёх разных типов.
Вдоль бульвара Флоренс были выстроены девять просторных особняков для руководителей завода. Вероятно, они не пользовались спросом, так как уже в 1883 году один из особняков был переоборудован в пансион. На соседней Фултон-стрит стояли в ряд десять трёхэтажных домов для неквалифицированных рабочих. Жилая площадь в таких домах была поделена на квартиры в две-четыре комнаты без санузлов; на блок из пяти квартир приходилась одна общая раковина с водопроводной водой. Абсолютное большинство квартир южной зоны располагалось в двухэтажных таунхаусах с полным набором коммунальных услуг. Современники характеризовали их стилистику как «неороманскую», «неоготику» и «стиль королевы Анны», но по существу это были утилитарные постройки, с минимально возможным для своего времени декором и качественным инженерным оснащением. Типичная жилая ячейка, предназначенная для квалифицированных, платёжеспособных рабочих, имела два надземных этажа и просторный, хорошо вентилируемый подвал. Все дома были подключены к водопроводу и канализации и газифицированы; газ обходился жильцам вдвое дороже чикагских цен. На заднем дворе каждого дома располагался типовой сарайчик для дров и угля, самостоятельное возведение каких-либо иных построек запрещалось, как и содержание лошадей, кур и прочей живности. Владельцы лошадей были обязаны арендовать стойла в конюшнях компании, расположенных близ железной дороги.

## Правовой режим
В 1880—1889 годы территория посёлка входила в состав поселения Гайд-Парк. Поселением управляли шесть выборных советников, одного из которых номинально избирали жители посёлка. Право голоса на выборах имела лишь седьмая часть жителей: большинство рабочих завода были недавними иммигрантами, которые ещё не успели натурализоваться в США или вовсе не пытались сделать это. Непосредственное управление посёлком возлагалось на сити-менеджера (англ. town agent), назначаемого лично Пульманом и не подчинявшегося совету Гайд-Парка. Все службы посёлка были структурными подразделениями компании; единственным формально демократическим институтом был выборный совет школьного округа, в котором фактически распоряжались представители Пульмана.
В 1885 году преследуемые Пульманом оппозиционеры во главе с Джоном Хопкинсом начали кампанию за включение Гайд-Парка в состав города Чикаго и в 1889 году добились желаемого на местном референдуме. Территория посёлка юридически перешла под контроль властей Чикаго, но до кризиса 1893—1894 годов все рычаги управления оставались в руках Пульмана.

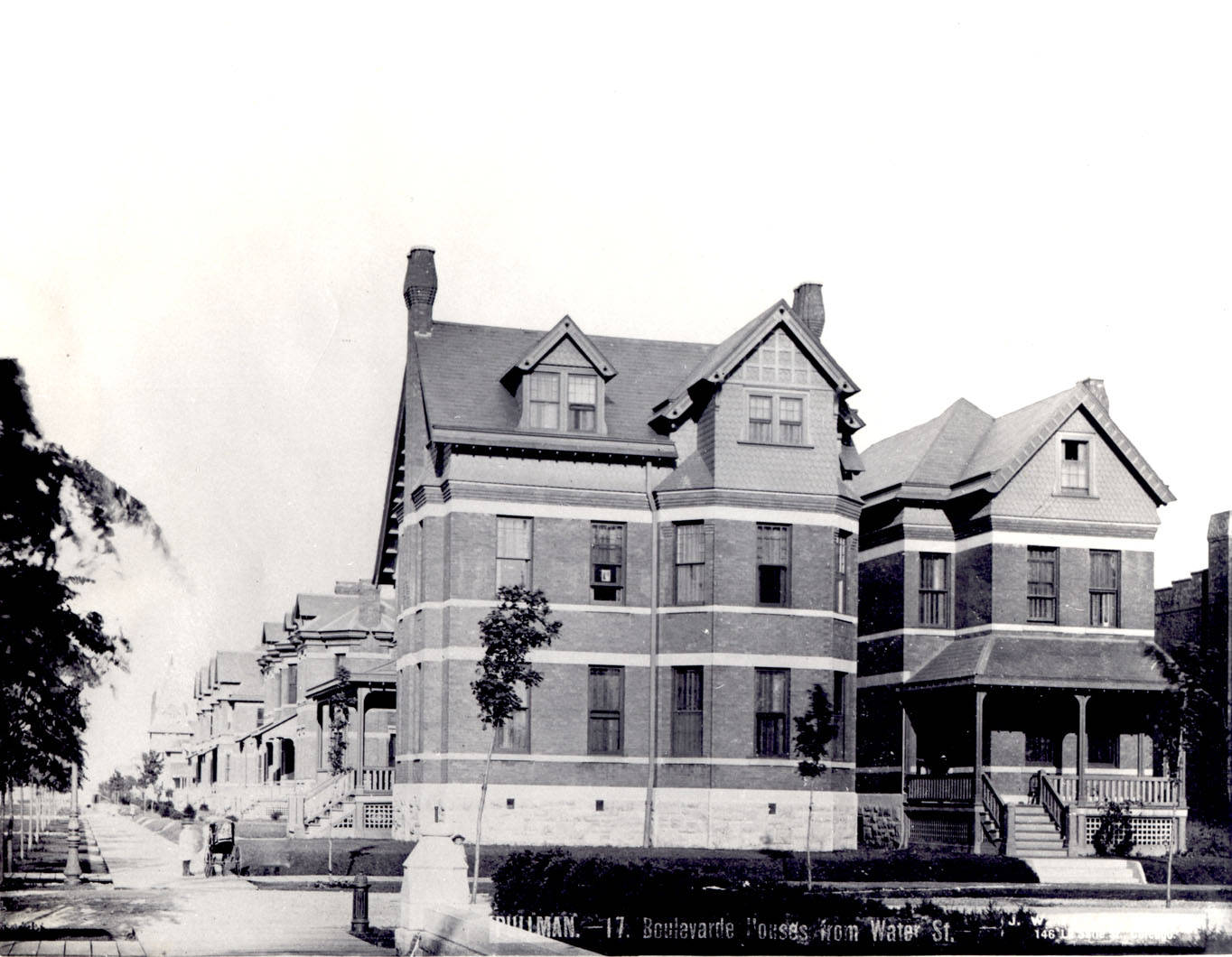
Особняки для топ-менеджеров на 111-й улице. Аренда такого дома обходилась в 77 долларов в месяц

Вся недвижимость посёлка принадлежала компании. Установленные ею арендные платежи были примерно на четверть дороже аналогичного жилья в Чикаго. Самые дешёвые квартиры без удобств стоили 4 доллара в месяц, типичный пятикомнатный таунхаус для рабочей семьи — 16 долларов в месяц. Заработная плата в 1885 году составляла от 1,3 до 4 долларов за смену при типичном уровне в 2,5—2,75 доллара за смену, то есть аренда дешёвой квартиры обходилась примерно в пятую часть заработной платы неквалифицированного рабочего, а квалифицированные рабочие отдавали за аренду таунхаусов треть своих доходов. Договора аренды заключались на длительные сроки и включали, помимо множества мелочных запретов и предписаний, пункт о безусловном праве компании на выселение жильцов в десятидневный срок, что позволяло быстро изгонять неугодных. Чикагская пресса единодушно осуждала эту практику, поэтому применялась она осторожно, в самых крайних случаях. Фактически в 1881—1894 годы компания выселила всего 25 семей.
В первые годы существования посёлка жилищные инспекторы компании, имевшие право беспрепятственного входа в арендное жильё, регулярно досаждали его обитателям; домохозяйки требовали, чтобы компания как минимум заместила инспекторов-мужчин женщинами. Компания вынужденно пошла навстречу рабочим; ещё до кризиса 1893—1894 годов надзорные функции перешли от штатных инспекторов к формально независимому женскому комитету посёлка. Сдача жилья в поднаём вначале строго запрещалась, а к 1892 году стала нормой.
Многих условия жизни в Пулмене не устраивали: к 1894 году как минимум 560 заводских рабочих купили жильё в соседних городках и покинули посёлок. Всего за пределами посёлка, по данным 1892 года, жили в собственном или арендованном жилье 35 % квалифицированных рабочих. Как правило, источником средств для покупки жилья служили дополнительные доходы от субаренды комнат и углов в домах компании. Приобрести в собственность дом в самом Пулмене было невозможно: Джордж Пульман был категорически против размывания корпоративных активов, что в свою очередь привело бы к утрате контроля над населением. Отчуждение жилья по суду исключалось, так как земли посёлка не были разделены на отдельные домовладения. Невозможно было и приобрести под застройку свободный участок за чертой посёлка — эти пустыри и леса, также принадлежавшие компании, образовывали её «санитарный пояс».
Авторы начала XX века, включая Олмонда Линдси, утверждали, что компания практиковала дискриминацию рабочих, живших за пределами посёлка. Линдси уточнял, что дискриминация стала ответом компании на резкое падение сборов арендной платы в кризисный 1894 год. Стенли Будер цитирует показания менеджеров компании, утверждавших о существовании ещё в 1884 году негласного правила: при необходимости сокращения штатов следовало в первую очередь увольнять живших на стороне. Однако, по мнению Будера, это правило не применялось даже в разгар кризиса 1894 года.

## Условия жизни

Трёхэтажные дома для рабочих на Фултон-стрит. Фото 1930-х годов

Джордж Пульман предпринимал всё возможное, чтобы оградить жителей от вредных влияний общества и создать условия к полезному использованию свободного времени. К 1893 году в посёлке действовало более сорока общественных клубов и союзов. Школы предоставляли всем желающим бесплатное восьмилетнее образование; в «Аркаде» действовал бесплатный детский сад для детей от четырёх до шести лет. Безусловным благом жизни в посёлке, построенном по последнему слову техники, был высокий уровень гигиены и как следствие — низкое распространение инфекционных болезней.
При этом в посёлке, в расчёте на тысячу жителей, действовало втрое меньше врачей, чем в среднем по стране. В нём не было ни больницы, ни кладбища, ни детского приюта, ни тюрьмы. Идеальный город Джорджа Пульмана не нуждался в тюрьме; в нём не было места сиротам, больным и старикам: все неспособные уплачивать аренду подлежали выселению. Контроль «качества человеческого материала» начинался ещё на этапе приёма на работу. Компания намеренно отбирала наиболее квалифицированных и наиболее молодых работников, отдавая предпочтение выходцам из Англии, Германии и стран Скандинавии. Средний возраст персонала в 1885 году составлял 29 лет, что обусловило аномально низкую смертность.
Городские магазины, подконтрольные компании, не продавали спиртное; единственный бар, расположенный в отеле «Флоренс», был запретительно дорог для рабочих. Служба безопасности компании не допускала проституции, но не могла, да и не пыталась ввести сухой закон. Будучи прагматиком, Пульман лишь ограничил потребление алкоголя в посёлке. Жители могли невозбранно пьянствовать в заведениях соседних городков, а окрестные лавочники — торговать пивом с телег у самой черты посёлка. Намного жёстче компания обходилась с профсоюзными агитаторами; в посёлке запрещались не только профсоюзные собрания, но и любые выступления, хотя бы косвенно обсуждавшие трудовые отношения. Благотворительность в пользу бедных, «дискредитирующая» образ компании, в начале 1880-х годов не допускалась, а впоследствии была поручена зависимым от компании общественным союзам. Рабочие были уверены, что их коллективы пронизаны сетью тайных информаторов, регулярно докладывающих в службу безопасности о любой «крамоле». Ричард Эли писал в 1885 году, что жители наотрез отказывались разговаривать с приезжими, подозревая в каждом провокатора. Постоянный контроль, высокая арендная плата, запрет на приобретение жилья и отсутствие демократических институтов порождали в массах озлобленность, которая оставалась под спудом до стачки 1894 года.
В Пулмене было немного рабочих мест для женщин, что способствовало консервации патриархального семейного уклада во главе с неработающей матерью-домохозяйкой. В отделочных цехах завода работало не более ста женщин, ещё около сотни рабочих мест появились с открытием фабрики-прачечной в 1892 году. Немногочисленны были и стихийно возникавшие рабочие места в сфере услуг. В начале 1880-х годов Джордж Пульман предлагал построить в Пулмене трикотажную фабрику с двумя тысячами рабочих мест для женщин и детей, но идея не получила общественной поддержки. Фактически построенная в 1888 году фабрика имела всего двести рабочих мест и вскоре разорилась.

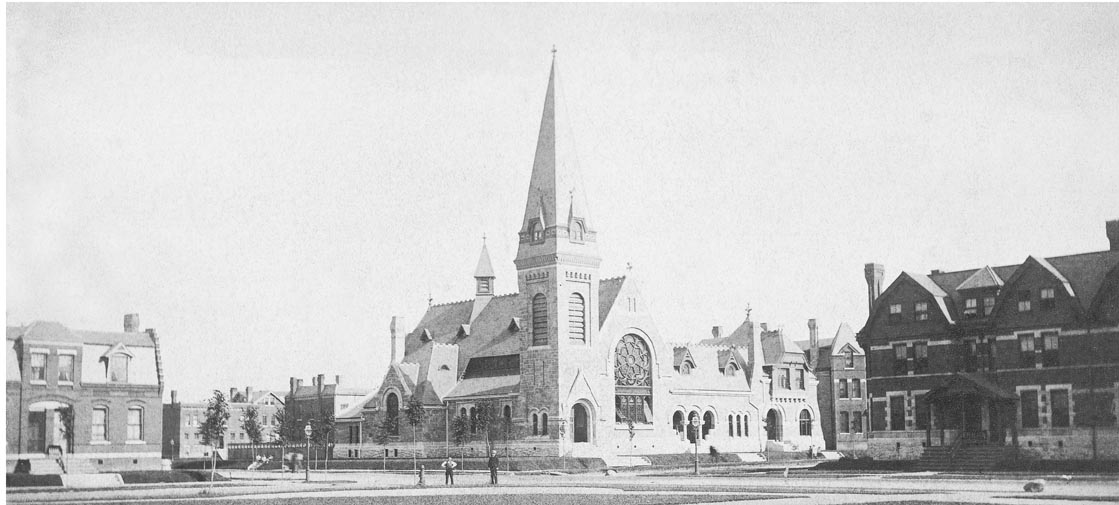
Церковь и парк

Непросто складывалась и религиозная жизнь посёлка. Будучи универсалистом, Джордж Пульман был безразличен к церковному обряду и не осознавал того значения, которое придавали ему верующие. Вначале он хотел открыть двери поселковой церкви представителям всех конфессий, а когда она была построена — установил запретительно высокую арендную плату и при этом запретил строительство любых иных церквей и молельных домов. Пульмановская церковь открылась в 1885 году, привлекла не более двухсот прихожан и вскоре закрылась из-за невозможности платить аренду. В посёлке действовали не менее пятнадцати христианских деноминаций, но стихийно складывавшиеся общины были вынуждены собираться в заводских цехах, в «Аркаде» и в здании рынка. Служба безопасности компании открыто преследовала священника-католика и в 1887 году изгнала его из посёлка. Рабочие массы, согласно исследованию Ричарда Эли, считали положение нетерпимым: «Компанию не интересуют наши души. Ей нужно лишь выжать максимум работы из наших тел…». При жизни Пульмана право построить церкви на земле компании, за чертой посёлка, получили лишь католики и шведские лютеране.

## Стачка 1894 года
В 1880—1893 годы компания Пульмана стабильно росла и выплачивала акционерам щедрые дивиденды. В 1888 году она поглотила своих конкурентов на рынке пассажирских перевозок и стала бесспорным монополистом. В то же самое время Джордж Пульман необратимо дряхлел. К 1893 году он жаловался на постоянную усталость и тревожность и более не мог часто посещать созданный им посёлок. В декабре 1893 года смерть брата усугубила болезненное состояние Пульмана. К марту 1894 года он был уже не способен ежедневно заниматься делами и начал постепенную передачу управления Роберту Линкольну.

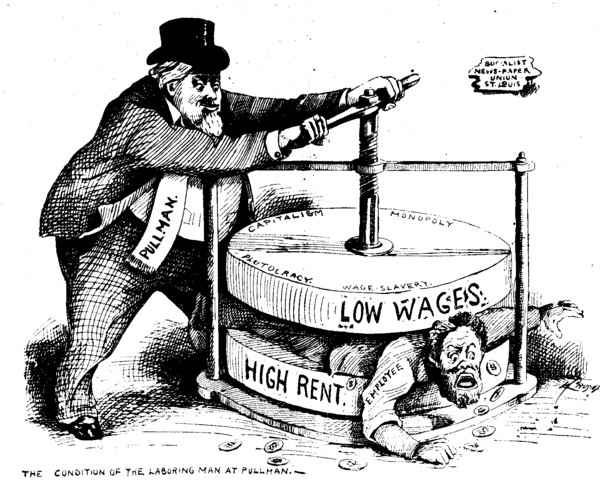
Низкая зарплата и высокая аренда: рабочий в тисках Джорджа Пульмана. Карикатура, опубликованная газетой профсоюза в разгар беспорядков в Чикаго 7 июля 1894 года

В феврале 1893 года в США началась экономическая депрессия. Весной и летом 1893 года рынок пассажирских перевозок по-прежнему процветал благодаря посетителям Всемирной выставки в Чикаго, но осенью в отрасли начался тяжёлый кризис перепроизводства. Джордж Пульман закрыл завод в Детройте, а завод в Пулмене на время остался без заказов. К ноябрю 1893 года численность рабочих сократилась в четыре раза, до 1100 человек. В последующие полгода компания сумела вернуть на завод ещё две тысячи рабочих. Она была более не способна выплачивать докризисные зарплаты (к весне 1895 года они снизились в полтора раза) и не соглашалась на снижение арендных и коммунальных платежей. Рабочие, у которых компания удерживала аренду при расчёте зарплаты, оказались за чертой бедности. Безработные существовали впроголодь, замерзая в неотапливаемых домах.
Весной 1894 года Юджин Дебс сумел организовать в цехах первичные ячейки профсоюза железнодорожников, объединившие более трети рабочих. Переговоры профсоюза и компании 7—9 мая прошли безрезультатно: Джордж Пульман отказался снижать арендную плату. Утром 10 мая компания отстранила от работы троих активистов профсоюза; в ответ 11 мая рабочие объявили всеобщую забастовку и организованно покинули завод. 29 мая к ним присоединились рабочие кирпичного завода. Мэрия и пресса Чикаго, враждебные компании и лично Джорджу Пульману, поддержали забастовку; пресса, общественные и религиозные организации организовали общенациональный сбор средств в поддержку бастующих и наладили завоз и распределение продуктов. Компания, в свою очередь, полностью остановила производство в ожидании того, что рано или поздно профсоюз сдастся и обнищавшие рабочие вернутся в цеха на прежних условиях.

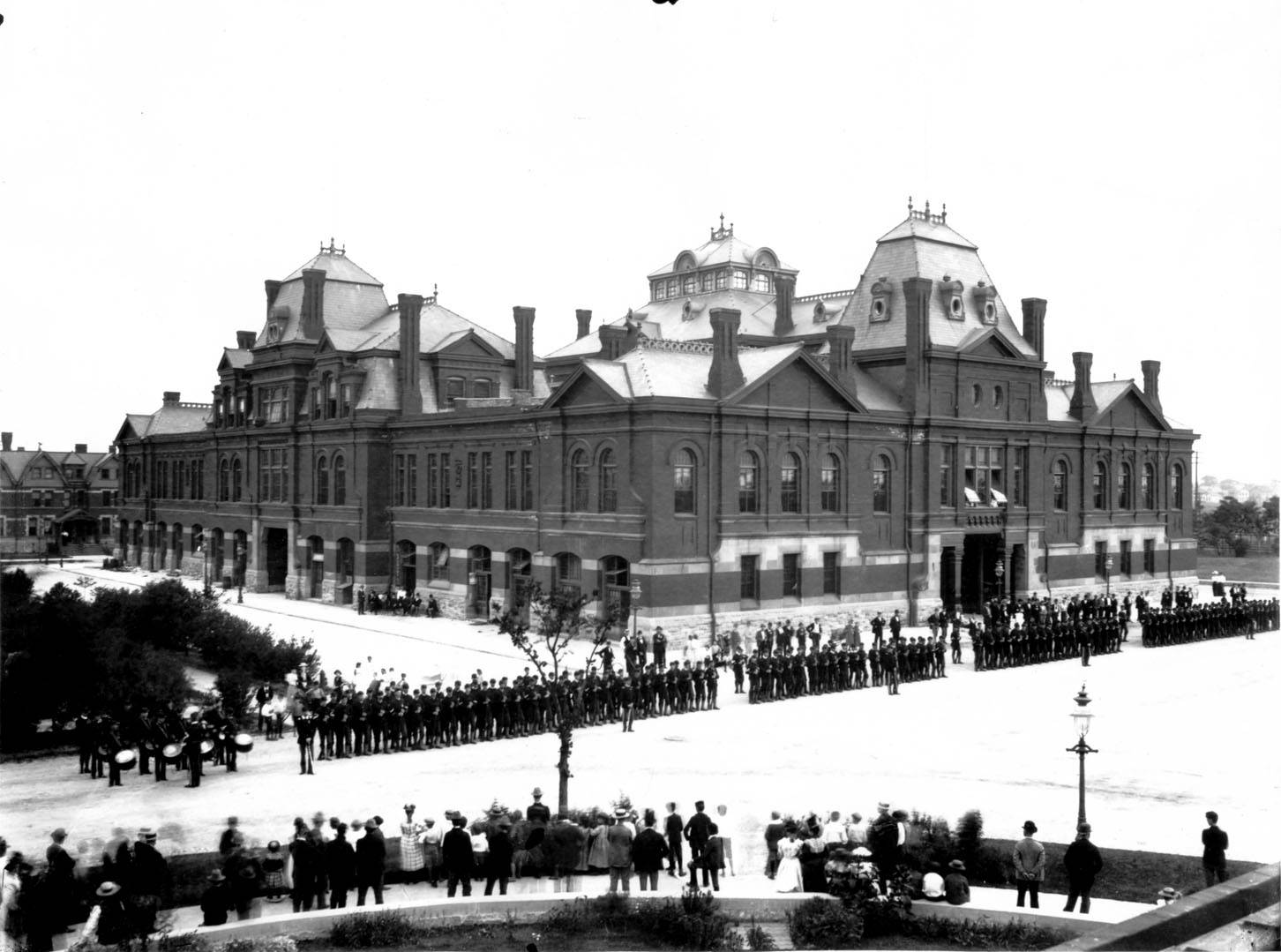
Противостояние рабочих и национальной гвардии у здания «Аркады». Открытка 1894 года, автор неизвестен

16 июня профсоюз Дебса объявил компании общенациональный бойкот. С 26 июня рабочие вагонных депо не выпускали пульмановские вагоны на линии, а машинисты отказывались водить поезда, в которых ещё оставались вагоны компании. Железные дороги, попытавшиеся преследовать активистов, столкнулись с массовыми ответными забастовками. За несколько дней к бойкоту присоединилось пятьдесят тысяч железнодорожников, на 2/3 территории США полностью прекратилось пассажирское сообщение. В Оклахоме дело дошло до подрыва мостов; руководство «Пульман» опасалось, что террористы готовятся минировать завод компании. В Чикаго, отрезанном и от грузового сообщения, начались ажиотажный рост цен и погромы железнодорожных складов. 4 июля президент Кливленд ввёл в Чикаго федеральные войска. Массовые беспорядки, погромы и поджоги продолжались ещё три дня. 7 июля власти накопили достаточно сил и начали планомерную зачистку промышленных зон и рабочих кварталов; к 19 июля Чикаго был полностью умиротворён. Бойкот прекратился, пульмановские вагоны вновь вышли на линии.
Обстановка в Пулмене была напряжённой, но мирной до 6 июля, когда погромщики из Кенсингтона уничтожили на станционных путях 75 вагонов. Толпа в двести человек пыталась прорваться на завод и отступила при виде вооружённой охраны. Вечером 6 июля на усиление охраны в Пулмен прибыли 240 бойцов национальной гвардии штата. В посёлке происходили бытовые конфликты между солдатами и обывателями, 11 июля неизвестный обстрелял отель «Флоренс», но в целом стачка в Пулмене завершилась бескровно. 18 июля компания объявила о начале набора персонала.

## Завершение эксперимента
В течение августа 1894 года завод возобновил производство. Численность персонала сократилась до трёх четвертей от достачечной, при этом, по мнению Олмонда Линдси, значительный объём работ выполняли не заводские рабочие, а заезжие штрейкбрехеры. По мнению Дженис Рейф, «штрейкбрехерами» стали наиболее пострадавшие от кризиса рабочие завода, жившие за пределами Пулмена и не получавшие поддержки общественных фондов. Менеджмент компании умело сыграл на противоречиях между «своими» и «чужими», поставив последних в безвыходное положение.
Отчаявшиеся жители посёлка обратились за помощью к губернатору Джону Альтгельду. Тот потребовал от Джорджа Пульмана прекратить начисление и взыскание арендных платежей, вернуть безработных в цеха и перераспределить нагрузку между рабочими так, чтобы гарантировать всем стабильную занятость. Пульман наотрез отказался. Некоторое время безработные жители существовали на собираемые по всей стране пожертвования, а затем начался их исход из посёлка. Компания Пульмана быстро восстановилась, но её посёлок навсегда утратил былую привлекательность. 19 октября 1897 года Джордж Пульман умер; начатый им социальный эксперимент был вскоре прекращён. Главный удар нанесли прокуратура и верховный суд штата Иллинойс.
Генеральный прокурор штата обвинил компанию Пульмана в систематическом нарушении собственного устава: обязавшись зарабатывать прибыль в железнодорожном бизнесе, она в ущерб интересам акционеров занялась скупкой земель и построила собственный город. В течение четырнадцати лет его существование не вызывало вопросов, но в 1894 году прокурор возмутился и потребовал ликвидировать компанию. Та, в свою очередь, мобилизовала лучших юристов и добилась выгодного для себя решения суда первой инстанции. Дело ушло в верховный суд штата, который в октябре 1898 года вынес решение против компании. Суд мотивировал его тем, что инвестиции в посёлок не были бесспорно необходимы для функционирования завода. Жильё для рабочих могло быть построено независимыми застройщиками и подрядчиками, а школы для детей рабочих — штатом Иллинойс. Само существование корпоративного городка, лишённого выборных институтов местного самоуправления, противоречило принципам устройства американского общества. Суд постановил, что компания обязана в течение 12 месяцев прекратить исполнение всяких функций муниципального управления, передать их конституционным органам власти и в течение пяти лет избавиться от всех непроизводственных активов.
Крупные акционеры компании, не разделявшие взглядов Джорджа Пульмана, приветствовали выгодное, как им казалось, решение. Новый менеджмент во главе с Робертом Линкольном немедленно передал улично-дорожную сеть посёлка, пожарную часть и полицейские функции в ведение властей Чикаго и оперативно избавился от общественных и административных зданий. Вдова Пульмана выкупила в личную собственность уже обветшавшую «Аркаду»; отель «Флоренс» перешёл в частное владение в 1901 году. Расположенная в «Аркаде» библиотека перешла в общественную собственность и выжила, а лишённый финансовой поддержки театр был навсегда закрыт. Школа, за которую компания требовала непомерно высокий выкуп, уже не удовлетворяла потребностям посёлка и располагалась в опасной близости от железной дороги, поэтому город постановил построить на соседнем участке новую. В конце 1902 года был навсегда упразднён пост сити-менеджера; последние ещё остававшиеся в собственности компании коммунальные активы были ликвидированы в 1907 году.
Межевание домовладений, без которого компания не могла начать распродажу жилья, завершилось лишь в 1907 году. Передача завершённого кадастра в ведение города Чикаго в июле 1907 года стала окончательной, официально признанной точкой в истории пульмановского эксперимента. В это время экономика США находилась на подъёме, бизнес компании процветал, в её цехах вновь трудились более девяти тысяч рабочих. Заработная плата на заводах «Пульман» вышла на докризисный уровень в 1900 году и в последующее десятилетие неуклонно росла. Рядом с посёлком и заводом строились новые химические и металлообрабатывающие предприятия. По этим причинам единовременная распродажа полутора тысяч квартир и таунхаусов прошла всего за несколько месяцев и завершилась до конца 1907 года. Часть домовладений выкупили в собственность их обитатели, большинство же перешло в собственность сторонних спекулянтов и рантье. В числе последних была и дочь Джорджа Пульмана Флоренс, выкупившая целый квартал по Фултон-стрит. В 1909 году, чтобы формально выполнить решение суда, компания переписала ещё остававшиеся в её собственности здания на нотариуса; фактическая ликвидация этого имущества растянулась ещё на десять лет.

## Последующие события

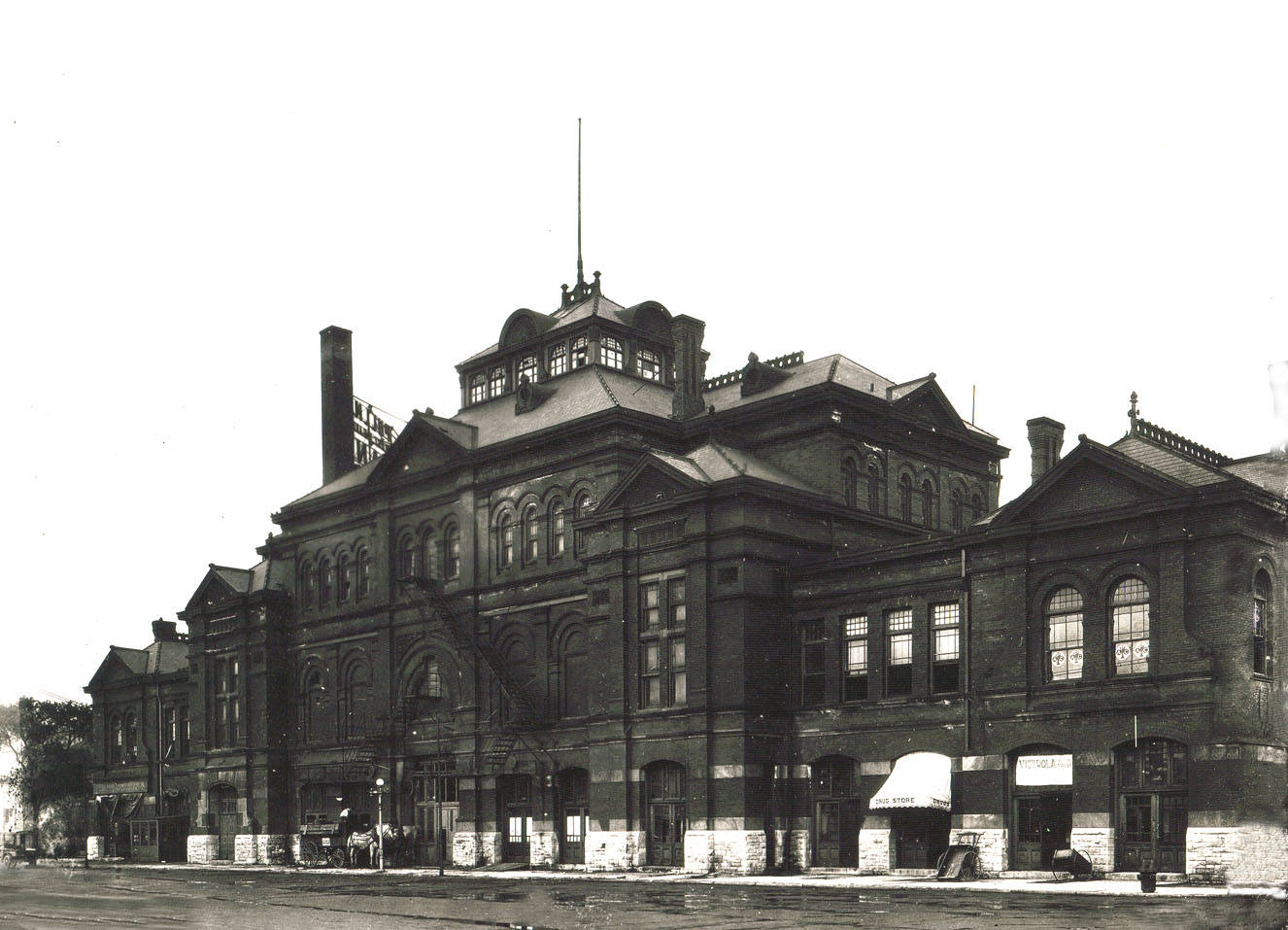
«Аркада» незадолго до сноса. Трёхэтажный объём в центре — бывший театр Пульмана, закрытый с конца 1890-х годов

За несколько лет некогда образцовый посёлок превратился в набор обычных, непримечательных рабочих кварталов, окружённый с трёх сторон заводами, фабриками и складами. В то время как производства «Пульман» и её смежников и соседей расширялись, жилые зоны приходили в упадок. Местные активисты пытались препятствовать ходу событий, но быстро разочаровались и начали покидать посёлок. К 1910 году его население, начавшее было расти, сократилось до менее восьми тысяч жителей. Из Пулмена навсегда ушёл средний класс, наиболее квалифицированные мастера — краснодеревщики и обойщики, ставшие ненужными в век цельнометаллических вагонов. Иммигрантов из стран Северной Европы сменили итальянцы, поляки и греки. Новоприбывшие бедняки снимали углы в перенаселённых многоквартирных домах на Фултон-стрит, нередко в одной комнате жили восемь или десять человек. В 1917 году активисты призывали уже не к реконструкции, а к ликвидации старого посёлка, и к переселению на новые места подальше от разросшейся промзоны.
Жители Пулмена, более не стеснённые жёсткими правилами поведения, занялись стихийным предпринимательством. К 1915 году в жилой зоне действовало 15 питейных заведений и множество частных лавочек (при Джордже Пульмане торговля допускалась только в «Аркаде» и на рыночной площади). Традиционные магазины в «Аркаде» разорились, и к 1922 году в ней действовали только офисы. Регулярный парк был заменён сплошным газоном, а затем пришёл в полное запустение и был частично благоустроен лишь в 1970-е годы. Старую школу снесли в 1913 году, а «Аркаду» в 1926 году. Преждевременную гибель здания обусловили её размеры и многофункциональность, столь тщательно проработанная в проекте Бемана: в то время как арендаторы один за другим покидали здание, расходы на эксплуатацию и ремонт возросли до неприемлемых значений.
В благополучные 1920-е годы Пульман окончательно превратился в депрессивный район. Социальное расслоение между кварталами частных таунхаусов и перенаселённой Фултон-стрит усилилось, но даже последняя не превратилась в гетто: ограничения военного времени и закон об иммиграции 1924 года замедлили приток иммигрантов настолько, что к 1930 году большинство жителей Пулмена составляли не иммигранты, а родившиеся в Америке.
Компания «Пульман» благополучно пережила Великую депрессию, поглотила конкурировавшую «Стандарт Стил Кар» и продолжила деятельность под именем «Пульман-Стандарт». В 1940-е годы Министерство юстиции США добилось принудительного расчленения «Пульман-Стандарт» на две независимые компании — производственную и сервисную. В 1950-е годы «Пульман-Стандарт» закрыла бо́льшую часть завода в Пулмене; остававшиеся подразделения проработали до 1981 года.
С 1950-х годов в Чикаго обсуждались планы полного сноса и редевелопмента старого завода. В ответ на это инициативные группы граждан выкупили в общественную собственность здание отеля «Флоренс»; большинство заводских построек было снесено и заменено новыми производствами, складами и парковками. К 1990 году на старой площадке оставались лишь здание заводоуправления с часовой башней и два расположенных юго-восточнее сборочных цеха. Далеко к северу, за границами исторического Пулмена, сохранилось обширное здание колёсного производства, рядом с ним с 1995 года действует музей Асы Рэндолфа и пульмановских носильщиков.
В 1991 годы году штат Иллинойс выкупил сохранившиеся заводские постройки 1880-х годов и отель «Флоренс» с целью учреждения музея. В 1994 году обрушилась кровля северного крыла заводоуправления, что потребовало срочных работ для стабилизации стен. 1 января 1998 года на заводе произошёл пожар. Часовая башня обрушилась, южное крыло здания заводоуправления было полностью уничтожено. Северное крыло, всё ещё стоявшее без кровли, пострадало незначительно. Полиция обвинила в умышленном поджоге 45-летнего психически нездорового бродягу. Поджигатель был признан невменяемым и направлен на принудительное лечение.

## Современность
Восстановление башни заводоуправления
Современный городской район Пулмен занимает площадь 548 га (1354 акра). В 2020 году в районе постоянно проживали 6820 человек, в том числе 80 % чернокожих, 12 % белых и 4 % испаноязычных. Средний годовой доход жителей за 2016—2020 годы составлял 27 871 доллар, почти в полтора раза ниже среднего уровня по Чикаго. Безработица составляла 15,7 %, вдвое больше среднего по городу; абсолютное большинство трудящихся жителей были заняты в сфере услуг, управления и транспорта.
Национальный исторический район (англ. National Historic Landmark District) Пулмен, примерно соответствующий заводскому посёлку начала XX века, занимает южную половину городского района и простирается на 2,4 км по оси север-юг, от 103-й улицы до 115-й улицы, и примерно на 1 км по оси запад-восток, от улицы Коттедж-Гроув-Авеню до линии железной дороги Норфолк-Вестерн. По состоянию на 2015 год под охраной штата Иллинойс в статусе «исторического места» (англ. State Historic Site) находились лишь два небольших участка со зданиями заводоуправления и отеля «Флоренс». Жилая застройка XIX века в целом сохранилась. В бывшем общественном центре посёлка сохранились отель «Флоренс», церковь, здание конюшен и пожарного депо, школа 1913 года постройки.
В 2015 году президент Обама включил «Национальный монумент Пулмен» (англ. Pullman National Monument) в Список национальных монументов США, в тех же границах по оси север-юг, но исключая современную промышленную застройку. В 2022 году в Сенат США поступил законопроект о переклассификации «национального монумента» в «национальный исторический парк» (англ. National Historical Park) в прежних границах.